# Tigran Sarkisjan
Tigran Sarkisjan, orm. Տիգրան Սարգսյան (ur. 29 stycznia 1960 w Kirowakanie) – armeński polityk i ekonomista. Premier Armenii od 9 kwietnia 2008 do 13 kwietnia 2014.

## Życiorys
Tigran Sarkisjan w latach 1978–1980 studiował ekonomię i zarządzanie w Instytucie Ekonomicznym w Erywaniu. W latach 1980–1980 kontynuował naukę w Instytucie Finansowo-Ekonomicznym im. N.A Voznesenskiego w Leningradzie. Od 1983 do 1987 w tym samym miejscu odbywał studia doktoranckie.
Po ukończeniu studiów, Sarkisjan w latach 1987–1990 kierował Departamentem Spraw Zagranicznych w Instytucie Ekonomii i Planowania. W 1993 i 1994 wykładał na Państwowym Uniwersytecie w Erywaniu. Od 1990 do 1995 był również deputowanym Zgromadzenia Narodowego. W latach 1995–1998 zajmował stanowisko przewodniczącego Stowarzyszenia Banków Armenii. Od 3 marca 1998 do 9 kwietnia 2008 pełnił funkcję dyrektora Banku Centralnego Armenii.
8 kwietnia 2008 na swoim posiedzeniu Republikańska Partia Armenii zdecydowaną większością głosów poparła jego kandydaturę na urząd szefa rządu. 9 kwietnia 2008 nowo zaprzysiężony prezydent Serż Sarkisjan mianował Tigrana Sarkisjana na stanowisko premiera kraju.
Tigran Sarkisjan nie jest oficjalnie członkiem żadnej partii. Jest żonaty, ma córkę i syna.